# خوتوم
خوتوم (به لهستانی:  Chotum) یک روستا در لهستان است که در گمینا چیخانوو واقع شده‌است. خوتوم ۳ نفر جمعیت دارد.